# Ман I Сінґх
Ман I Сінґх (*राजा मान सिंह, 21 грудня 1550 —6 липня 1614) — військовий діяч часів правління могольських падишахів Акбара та Джахангіра.

## Життєпис
Походив з раджпутського клану Качваха. Був сином Бгаґван Даса, раджі невеличкого князівства Амбер у Раджпутані. За життя батька носив титул кунвара (принцу). Замолоду входив до складу могольського війська, вірно служив падишаху Акбару. Особливо відзначився у війнах з Пратап Сінґхом з Мевара, починаючи з 1572 року. У 1576 році Ман I Сінґх завдав поразки останньому у битві при Халдінгхаті. Після цього захопив Гогунду, коронаційне місто князів Мевара.
З початком повстань проти падишаха Акбара з боку афганських феодалів, улемів та брата Хакіма, Ман I Сінґх очолив у 1580 році оборону Лахора. Завдяки його звитязі вдалося у 1581 році захопити Кабул. У 1582 році отримав призначення субадаром (намісником) провінції Кабул.
У 1585 році отримав завдання допомогти раджі Тодар Малу придушити афганські племена юсуфзаїв та мандарів. Головні бої розвернулися за Хайберський перевал. У 1586 році супроводжував батька під час захоплення Кашміру. Після повернення з походу вони започаткували в Амбері виробництво гармат.
У 1588 році призначається субадаром Біхара. У 1589 році, після смерті батька отримав могольський титул мірзи-раджі та ранг мансаб, що давало право очолювати 5-тисячне військо.
У 1590 році отримав наказ придушити повстання афганців в Бенгалії на чолі із Кутлу-ханом[джерело?]. Вже у серпні того ж року ця провінція знову була приєднана до імперії. У 1592 році придушив заколот насир-хана, субадара Бенгалії. Тоді ж Орісса була приєднана Ман Сінґхом до імперії Великих Моголів.
У 1594 році призначається субадаром Біхара, Бенгалії та Орісси. Під час своєї каденції зміцнив силу та авторитет центрального уряду, були підкорені невеличкі незалежні князівства, що тривалий час існували на території цих земель. У 1598 році повертається до Делі.
У 1601 році знову отримує субадарство в Бенгалії. Водночас разом із Мірзою Азізом Кока намагався умовити Акбара оголосити спадкоємцем свого онука Хусроу з огляду на бездарність сина Саліма. Проте ця спроба виявилася не вдалою. Незадовго до смерті Акбара у 1605 році Ман Сінґх повертається до Делі.
Ман Сінґх не наважився перешкоджати сходженню на трон Саліма, який прийняв ім'я Джахангіра. У 1605 році від Джахангіра отримав ранг мансабдар, який надавав право керувати 7-тисячним військом. Того ж року знову отримує посаду субадара Бенгалії, на якій перебував до 1606 року.
У 1606 році повертається до рідного міста Амбер, де займався розбудовою міста до 1611 року, коли знову був викликаний Джахангіром. Йому доручалося придушити повстання у Декані на чолі із Маліком Амбаром. Під час бойових дій Ман Сінґх помер 6 липня 1614 році у м. Елічпур (сучасна Махараштра).